# نوك نوك (فيلم 2015)
نوك نوك أو طق طق  وقد يترجمه البعض أيضًاإلى دق دق (بالإنجليزية: Knock Knock) هو فِلم رعب وإثارة شهواني من إخرج إيلي روث، الذ شارك في كتابة سيناريو الفلم أيضًا رفقة غييرمو أوميدو ونيكولاس لوبيز. الفلم من بطولة كيانو ريفز، لورينزا إزو، وآنا دي أرماس. صدر الفلم في 9 أكتوبر 2015، من قبل لايونزغيت بريميير، الفلم إعادة صناعة لفلم بيتر ترينور سنة 1977لعبة الموت.

## القصة
المهندس المعماري والرجل المتزوج السعيد إيفان ويبر يقيم في بيتًا له ولكلبه مونكي في عطلة عيد الآباء (بسبب إصابة بالكتف) بينما زوجته وأطفاله ذهبوا إلى رحلة مخطط لها نحو الشاطئ. زوجته كارين، فنانة ناجحة، تركت مساعدها لويس المسؤول عن منحوتاتها التي تحتاج لتنقل إلى معرضٍ فني. وحيدًا في منزله المترف الجميل، يعمل إيفان على مشروع بيت جاري العمل عليه.
ذلك المساء، إمرأتان، جاينسس وبيل طرقا باب بيته. فتح الباب وأعتذرتا منه، قائلات أنهن يبحثن عن عنوان حفلة، لكن منذ انطفأ هاتفهن الخلوي، طردهم سائق التاكسي. ولانهما لا يملكان وسيلة للتواصل، سمح إيفان لهن بالدخول لإستعمال الإنترنت للحصول على عنوان مستضيف الحفل. بمجرد عثورهن على العنوان الصحيح، عرض إيفان عليهن الإتصال بسيارة لأجلهن، ولكن السائق الأقرب سيستغرق 45 دقيقة للوصول. في الأثناء، تصرفت الفتيات كأنهن في منزلهن وإيفان شغلّ عددًا من تسجيلات الفونوغراف القديمة كانت لديه عندما كان مقدم لأغاني مسجلة. سرعان ما أخذ منحى النقاش بينهم إلى أرائهم حول تعدد الزوجات للإنسان وأخبرا إيفان وظيفتهن  مضيفات طيران وكيف ينخرطن في نشاطات جنسية مع رجل جديد في كل مدينة يحلقون إليها. ليختفيا بعد ذلك في الحمام وعندما وصلت سيارة أجرتهن أخيرًا، تيقظ إيفان لوجودهن في الحمام، عاريات مشتهيات له. حاول إيفان بغضب إقناعهن بالمغادرة، لكنهن كنّ قد بدأن في إغوائه، استسلم لهن، وأقام جماعًا ثلاثي معهن.
في اليوم التالي، وجدهن إيفان يتناولن الإفطار ويشاهدن فاميلي فيود، غير آبهات برحيلهن. فقد صبره وعرض عليهن أن يقوم بإيصالهن إلى بيتهم، بما أنهن لم يستقلن سيارة أجرة. عاد إيفان للداخل ليطل على منحوتات زوجته، التي من المفترض أن يقلها لويس إلى المعرض الفني، ليجدها مُخربة. عندما يهدد إيفان بطلب الشرطة، تكشفن الفتيات أنهن قاصرات، مبينات له أنهن إما أن يسيطرن عليه يخاطر بتهمة السلوك الجنسي مع قاصر. فيفيان، صديقة لكارين، عرجت على بيت صديقتها لترى إن كان زوجها إيفان يحتاج لأي مساعدة، لكن جاينسس أتت لإيفان، فغادرت فيفان وهي غاضبة، ظانةً بأن إيفان يخون صديقتها كارين. صدم إيفان محاولاً أن يمنطق الوضع، منذ أن أدرك أن كل شيء قد قالته الفتاتان كان كذبة من أجل الحصول عليه في السرير. يقوم إيفان بتهديدهن ليبلغ عن تخريب، تستسلم الفتيات ويوافقن على أخذهن إلى بيتهن. يتركهن إيفان في حيٍ راقٍ حيث يفترض أنهن يعيشان.
يعود بعد ذلك إلى بيته، لينظف الفوضى، ويحاول العودة إلى عمله. بمجرد أن اقترب من إنهاء مشروعه، سمع ضجيج تحطم. ذهب ليلقي نظرة على مصدر الضجة حيث أنه من المفترض يتواجد وحيدًا بالداخل. ليجد إطار صورة عائلية مهشمة وجاينسس تدق بابه خارجًا مع إحدى منحوتات زوجته. كتفاه وذهبت باتجاه أغراض العائلة. بيل صعدت محاولةً لإثارته في حين لعبت دور الفتاة البريئة. إيفان يرفض في البداية، لكن الفتيات هددنه بفيس تايم لزوجته ووضعنه في موضع مساومة. على الرغم من إشمئزاز ذلك لإيفان، فقد أدرك أنه بالذهاب إلى السرير بوسعه تخفيف قيوده، فمضى في ما أردن تحقيقه وجامعهن. من دون علمه، تُسجل جاينسس كل شيء. بعدما يتمكن إيفان أخيرًا من إطلاق سراح نفسه، يقفز على بيل ويضربها. ويهاجم جاينسس، التي بدورها تطعنه في جرح كتفه بشوكة. ومن ثم تقوم بتقييد أرضًا وتهم الفتاتان بتقييده إلى كرسي بسلك كهربائي.
في وقت لاحق، بصل لويس لجمع منحوتات كارين لنقلها. تقوم الفتيات بأخذ هاتف إيفان ويراسلن لويس قائلات أن ابنة أخيه وصديقتها باقيات في البيت. ومن ثم أخفين إيفان في غرفة. دخل لويس مستخدمًا مفاتيحه. ذعر عندما وجدّ المنحوتات مخربة وفورًا تيقن بأن هاتان الفتاتان تكذبان بشأن علاقتها بإيفان. لاحقًا وجد لويس إيفان مقيدًا بالكرسي، ولكن قبل أن يتمكن من مساعدته سمع الفتاتان يحطمن المنحوتات. ركض لإيقافهن، لكنه زلق على قطعة من المنحوتات وضرب رأسه على الحافة، لتقضي عليه. نقلت الفتاتان جثة لويس ودفنّها. ومن ثم بينّ لإيفان بأنهن كنَّ يتجسسن عليه طوال الوقت. فيما فشل محاولات مختلفة للقيام بمكالمة طوارئ. قامت الفتاتان بربطه بخرطوم، ودفنَّهُ بحفرة، تاركات فقط رأسه فوق الأرض. جاينسس أظهرت لإيفان الفيديو الذي سجلته مبكرًا بهاتفه وهو يجامع بيل. وبينما كان إيفان يشاهد يشاهد الفيديو هلعًا، قامت برفع الفيديو إلى بروفيله في الفيسبوك. في النهاية، يقررن بأن لا يقتلن إيفان بنفس طريقة موت لويس. كاشفات أن هذا كله كان كان «لعبة» وأنهن معتادات على خداع الآباء إلى هذا النوع من الحالات، ومن ثم انصرفن وأخذن مونكي معهن، تاركات الإيفان المحطم مواجهًا مصيره محاولاً تحرير نفسه من الحفرة التي دفن فيها أثناء مشاهدته للفيديو المرفوع والتعليقات المتواليّة عليه. كارين وأطفالها عادوا للبيت ودخلوا إليه مُخرب. ليقول ابن إيفان «أقام أبي حفلاً!».

## الممثلين
- كيانو ريفز بدور إيفان ويبر
- لورينزا إزو بدور جاينسس
- آنا دي أرماس بدور بيل
- إغناسيا الاماند بدور كارين ألفارادو
- أرون برنز بدور لويس
- كولين كامب بدور فيفيان.

## الإنتاح
في 4 أبريل 2014، ضُمّ كيانو ريفز إلى فريق الممثلين للعب دور إيفان ويبر، مهندس معماري ورب عائلة سعيد. الممثلة التشيلية إغناسيا ألاماندا هي الأخرى كانت قد إنضمت للفلم.

## الإصدار
في 26 يناير 2015 تحصلت ليونزغيت إنترتاينمنت حقوق توزيع الفلم. نوك نوك عرضّ للمرة الأولى بمهرجان صاندانس السينمائي في 23 يناير 2015. صدر الفلم يوم 9 أكتوبر 2015، في الولايات المتحدة.

### أراء النقّاد
تلقى نوك نوك ردود سلبية إلى متباينة من النقاد. مجمع المراجعات لموقع الطماطم الفاسدة أعطى تقييمًا بنسبة 34% مبنية على 50 مراجعة، بمتوسط تقييمي 5/10. وكان الرأي العام له حول الفلم: «نوك نوك جمع الكثير من المواهب للتأثير على النهج الساخر لرعب التعذيب، ولكن ليس بما فيه الكفاية للتغلب على القصة المكررة أو الأسلوب المصطنع.» في ميتاكريتيك، الفلم تحصل على 55 نقطة من أصل 100، مرتكزة على 20 ناقد.
موقع دريد سينترال منحته أربع نقاط من أصل خمس، قائلًا «ما لدينا هو فلم اقتحام لمنزل لجيل وسائل الاعلام الاجتماعي (نعم، فهو يقدم مواقع التواصل الاجتماعي في الحبكة) ما ينبغي أن يجعلك تفكر مرتين قبل تعرض المأوى إلى غرباء في ليلة عاصفة ومظلمة.»

## روابط خارجية
- نوك نوك على موقع IMDb (الإنجليزية)
- نوك نوك على موقع ميتاكريتيك (الإنجليزية)
- نوك نوك على موقع روتن توميتوز (الإنجليزية)
- نوك نوك على موقع نتفليكس (الإنجليزية)
- نوك نوك على موقع قاعدة بيانات الأفلام العربية
- نوك نوك على موقع ألو سيني (الفرنسية)
- نوك نوك على موقع Turner Classic Movies (الإنجليزية)
- نوك نوك على موقع أول موفي (الإنجليزية)
- نوك نوك على موقع بوكس أوفيس موجو (الإنجليزية)
- نوك نوك على موقع فيلمافينيتي (الإسبانية)

## وصلات إضافية
- نوك نوك  على قاعدة بيانات الأفلام على الإنترنت
- نوك نوك على بوكس أوفيس موجو
- نوك نوك على الطماطم الفاسدة
- نوك نوك على ميتاكريتيك